# Observer (patrón de diseño)
Observador (en inglés: Observer) es un patrón de diseño de software que define una dependencia del tipo uno a muchos entre objetos, de manera que cuando uno de los objetos cambia su estado, notifica este cambio a todos los dependientes.
Se trata de un patrón de comportamiento (existen de tres tipos: creación, estructurales y de comportamiento), por lo que está relacionado con algoritmos de funcionamiento y asignación de responsabilidades a clases y objetos.
Los patrones de comportamiento describen no solamente estructuras de relación entre objetos o clases sino también esquemas de comunicación entre ellos y se pueden clasificar en función de que trabajen con clases (método plantilla) u objetos (cadena de responsabilidad, comando, iterador, recuerdo, observador, estado, estrategia, visitante).
La variación de la encapsulación es la base de muchos patrones de comportamiento, por lo que cuando un aspecto de un programa cambia frecuentemente, estos patrones definen un objeto que encapsula dicho aspecto. Los patrones definen una clase abstracta que describe la encapsulación del objeto.
Este patrón también se conoce como el patrón de publicación-inscripción o modelo-patrón. Estos nombres sugieren las ideas básicas del patrón, que son: el objeto de datos, que se le puede llamar Sujeto a partir de ahora, contiene atributos mediante los cuales cualquier objeto observador o vista se puede suscribir a él pasándole una referencia a sí mismo. El Sujeto mantiene así una lista de las referencias a sus observadores. Los observadores a su vez están obligados a implementar unos métodos determinados mediante los cuales el Sujeto es capaz de notificar a sus observadores suscritos los cambios que sufre para que todos ellos tengan la oportunidad de refrescar el contenido representado. De manera que cuando se produce un cambio en el Sujeto, ejecutado, por ejemplo, por alguno de los observadores, el objeto de datos puede recorrer la lista de observadores avisando a cada uno.
Este patrón suele utilizarse en los entornos de trabajo de interfaces gráficas orientados a objetos, en los que la forma de capturar los eventos es suscribir listeners a los objetos que pueden disparar eventos.
El patrón observador es la clave del patrón de arquitectura Modelo Vista Controlador (MVC). De hecho el patrón fue implementado por primera vez en el MVC de Smalltalk basado en un entorno de trabajo de interfaz. Este patrón está implementado en numerosos bibliotecas y sistemas, incluyendo todos los toolkits de GUI.
Patrones relacionados: publicador-subscriptor, mediador, singleton.

## Objetivo
Definir una dependencia uno a muchos entre objetos, de tal forma que cuando el objeto cambie de estado, todos sus objetos dependientes sean notificados automáticamente.
Se trata de desacoplar la clase de los objetos clientes del objeto, aumentando la modularidad del lenguaje, creando las mínimas dependencias y evitando bucles de actualización (espera activa o sondeo). En definitiva, normalmente, se usará el patrón observador cuando un elemento quiere estar pendiente de otro, sin tener que estar comprobando de forma continua si ha cambiado o no.

## Motivación
Si se necesita consistencia entre clases relacionadas, pero con independencia, es decir, con un bajo acoplamiento.

## Ámbito de aplicación
Puede pensarse en aplicar este patrón cuando una modificación en el estado de un objeto requiere cambios de otros, y no se desea que se conozca el número de objetos que deben ser cambiados. También cuando se quiere que un objeto sea capaz de notificar a otros objetos sin hacer ninguna suposición acerca de los objetos notificados y cuando una abstracción tiene dos aspectos diferentes, que dependen uno del otro; si se encapsulan estos aspectos en objetos separados se permitirá su variación y reutilización de modo independiente.

## Estructura

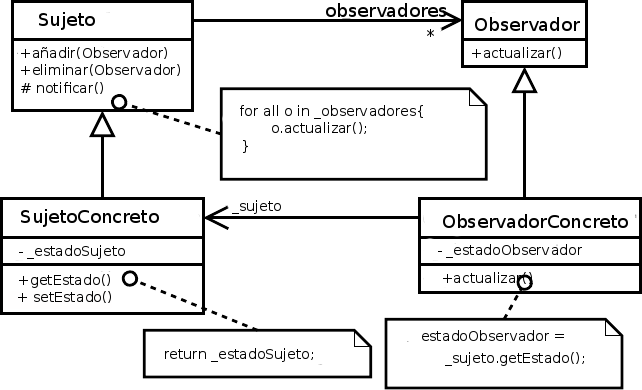

## Participantes
Habrá sujetos concretos cuyos cambios pueden resultar interesantes a otros y observadores a los que al menos les interesa estar pendientes de un elemento y en un momento dado, reaccionar ante sus notificaciones de cambio. Todos los sujetos tienen en común que un conjunto de objetos quieren estar pendientes de ellos. Cualquier elemento que quiera ser observado tiene que permitir indicar:
1. “Estoy interesado en tus cambios”.
2. “Ya no estoy interesado en tus cambios”.

El observable tiene que tener, además, un mecanismo de aviso a los interesados.
A continuación se detallan a los participantes de forma desglosada:
- Sujeto (subject):

El sujeto proporciona una interfaz para agregar (attach) y eliminar (detach) observadores. El Sujeto conoce a todos sus observadores.
- Observador (observer):

Define el método que usa el sujeto para notificar cambios en su estado (update/notify).
- Sujeto concreto (concrete subject):

Mantiene el estado de interés para los observadores concretos y los notifica cuando cambia su estado. No tienen por qué ser elementos de la misma jerarquía.
- Observador concreto (concrete observer):

Mantiene una referencia al sujeto concreto e implementa la interfaz de actualización, es decir, guardan la referencia del objeto que observan, así en caso de ser notificados de algún cambio, pueden preguntar sobre este cambio.

## Colaboraciones
La colaboración más importante en este patrón es entre el sujeto y sus observadores, ya que en el momento en el que el sujeto sufre un cambio, este notifica a sus observadores.

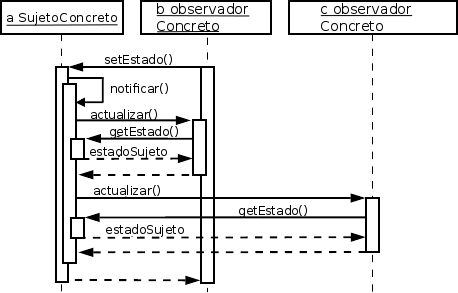
Diagrama de secuencia

## Consecuencias
Las consecuencias de aplicar este patrón pueden ser tanto beneficiosas como pueden perjudicar algunos aspectos. Por una parte abstrae el acoplamiento entre el sujeto y el observador, lo cual es beneficioso ya que se consigue una mayor independencia y además el sujeto no necesita especificar los observadores afectados por un cambio. Por otro lado, con el uso de este patrón ocurre que se van a desconocer las consecuencias de una actualización, lo cual, dependiendo del problema, puede afectar en mayor o menor medida (por ejemplo, al rendimiento).

## Implementación
A continuación se detallan una serie de problemas que se pueden presentar a la hora de implementar este patrón:
- Problema 1:

Para evitar que el observador concreto tenga una asociación con el sujeto concreto, se podría hacer que la relación entre sujeto y observador fuese bidireccional, evitando así asociaciones concretas, el problema es que dejaría de ser una interfaz. El que deje de ser una interfaz puede producir problemas si el lenguaje de programación no soporta la herencia múltiple.
Se podría eliminar la bidireccionalidad de la asociación pasando el sujeto como parámetro al método actualizar y ya no se tendría que referenciar el objeto observado. Esto podría causar problemas si se observan varios objetos, tanto de la misma clase como de distintas, ya que no elimina dependencias, y para hacer operaciones específicas sobre el objeto actualizado obliga a hacer en la implementación.
- Problema 2:

Si hay muchos sujetos sin observador, la estructura de los observadores está desaprovechada, para solucionarlo se puede tener un intermediario que centralice el almacenamiento de la asociación de cada sujeto con sus observadores. Para esta solución se crea ese gestor de observadores usando el patrón singleton (instancia única), ya que proporciona una única referencia y no una por cada sujeto. El gestor aunque mejora el aprovechamiento del espacio, hace que se reduzca el rendimiento y se pierde eficiencia en el método notificar.
- Problema 3:

El responsable de iniciar la comunicación es el sujeto concreto, pero se puede dar un problema cuando el objeto concreto está siendo actualizado de forma continua ya que debido a esto se tendría que realizar muchas actualizaciones en muy poco tiempo. La solución sería suspender temporalmente las llamadas al método de actualización/notificación; por ejemplo, haciendo que el cliente pueda activar o desactivar las notificaciones y notificar todos los cambios cuando las vuelva a habilitar. El patrón Estado sería una posible solución para diseñar esta variante de no notificar si no se han dado cambios o hacerlo en caso de que si.
- Problema 4 (referencias inválidas):

A la hora de implementar este patrón se debe tener cuidado cuando un elemento observable desaparece. En ciertos lenguajes será el gestor de memoria el que cada cierto tiempo debe de limpiar las referencias liberadas, pero si un observable que sigue siendo observado puede no liberarse nunca. Para solucionar este problema puede crearse una función destruir que notifique al gestor que el elemento observable va a desaparecer y si no se está usando la variante del gestor el observable directamente desregistrará a sus observadores. Antes de esto hay que eliminar las referencias a este elemento, por tanto, hay que eliminar a los observadores antes de eliminar al observable, ya que así se evitará tanto que aparezcan referencias inválidas al objeto una vez este haya sido eliminado, como que se produzcan operaciones inválidas intentando invocarlo.
Se puede avisar a los observadores creando un método actualizar especial, en el que se tendrían dos opciones:
1. El observador también muere.
2. El observador sigue vivo, pero apunta a nulo.

- Problema 5:

Ya que se debe asegurar la consistencia del estado del sujeto antes de iniciar una notificación, siempre se notificará al final, ya que aunque en entorno multihilo se notifica antes de hacer los cambios, puede que los observadores soliciten información al observable cuando aún se van a hacer más cambios y se darían problemas de consistencia si se accede a un estado que aún no es el definitivo. De esta forma, los observadores ya no accederán a sujetos en estado inconsistente.
Por ejemplo:
```
Secuencia incorrecta:
       		        a						
			b						
			c						
			notificar()				
			d					
			e						
			f						
Secuencia correcta:
                        a
			b
			c
			d
			e
			f
			notificar()
```

Jerarquía con varios tipos des observadores: en este caso el hilo redefine cambios, no los notifica.

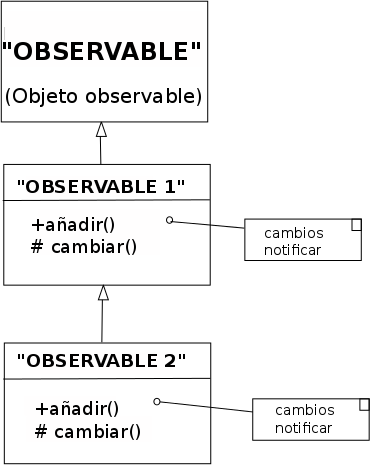
Jerarquía de varios observadores

- Problema 6:

En mecanismos de notificación tradicionalmente hay dos opciones: pull que es la que propone el patrón observador; y push que es la que se tendría si se incluye información como parámetros en el mecanismo de actualización. El problema de hacer esto es que la interfaz del observador se vuelve más específica y por tanto menos genérica y reutilizable.
PULL: los objetos avisan de que han cambiado y el observador pregunta cuál ha sido el cambio.
PUSH: minimiza (eficiencia) que cuando algo cambia y se informará a todos los interesados, se realicen el menor número de llamadas posibles.
Dependiendo del problema que haya que resolver, se habrá de valorar que implementación se ajusta mejor para resolverlo de la forma más eficiente y efectiva o si las variantes anteriores pueden combinarse entre sí dependiendo de las características de escenario concreto. Por ejemplo, la opción 2 podría aplicarse cuando interese aplicar en un sujeto concreto n métodos seguidos y no se quiere notificar hasta que todos finalicen su ejecución.

## Java
Soporte Java para el patrón Observador:
```
  Clase java.util.Observable				
  addObserver(o Observer)				      
  deleteObserver(o Observer)
  notifyObserver()
  notifyObservers(Object data)
```

```
  Interface java.util.Observer
  void update (Observable o, Object data)
```

## Ejemplos
Los siguientes ejemplos muestran un programa que lee del teclado, y cada línea se tratara como un evento. Cuando una línea es obtenida, se llama al método que notificara a los observadores, tal que todos los observadores fueran avisados de la ocurrencia del evento mediante sus métodos de actualización.

### Ejemplo 1 en Java
En el caso de Java, el método de actualización seria notifyObservers.
```
import
 
java.util.Scanner
;

import
 
java.util.Observable
;

public
 
class
 
FuenteEvento
 
extends
 
Observable
 
implements
 
Runnable
 
{

    
public
 
void
 
run
()
 
{

        
while
 
(
true
)
 
{

            
String
 
respuesta
 
=
 
new
 
Scanner
(
System
.
in
).
next
();

            
setChanged
();

            
notifyObservers
(
respuesta
);

        
}

    
}

}

```

```
import
 
java.util.Observable
;

public
 
class
 
MiApp
 
{

    
public
 
static
 
void
 
main
(
String
[]
 
args
)
 
{

        
System
.
out
.
println
(
"Introducir Texto: "
);

        
FuenteEvento
 
fuenteEvento
 
=
 
new
 
FuenteEvento
();

        
fuenteEvento
.
addObserver
(
new
 
Observer
(){

                
@Override

                
public
 
void
 
update
(
Observable
 
obj
,
 
Object
 
arg
){

                    
System
.
out
.
println
(
"\nRespuesta recibida: "
 
+
 
arg
);

                
}

        
});

        
new
 
Thread
(
fuenteEvento
).
start
();

    
}

}

```

### Ejemplo 2 en Python
En el lenguaje Python, el método de actualización seria notify. Un ejemplo más sencillo, pero parecido al anterior sería el siguiente:
```
class
 
Listener
:

     
def
 
__init__
(
self
,
 
name
,
 
subject
):

         
self
.
name
 
=
 
name

         
subject
.
register
(
self
)

     
def
 
notify
(
self
,
 
event
):

         
print
 
self
.
name
,
 
"received event"
,
 
event

```

```
class
 
Subject
:

     
def
 
__init__
(
self
):

         
self
.
listeners
 
=
 
[]

 
     
def
 
register
(
self
,
 
listener
):

         
self
.
listeners
.
append
(
listener
)

 
     
def
 
unregister
(
self
,
 
listener
):

         
self
.
listeners
.
remove
(
listener
)

 
     
def
 
notify_listeners
(
self
,
 
event
):

         
for
 
listener
 
in
 
self
.
listeners
:

             
listener
.
notify
(
event
)

```

```
subject
 
=
 
Subject
()

listenerA
 
=
 
Listener
(
"<listener A>"
,
 
subject
)

listenerB
 
=
 
Listener
(
"<listener B>"
,
 
subject
)

## Diagramas correspondientes al ejemplo 1

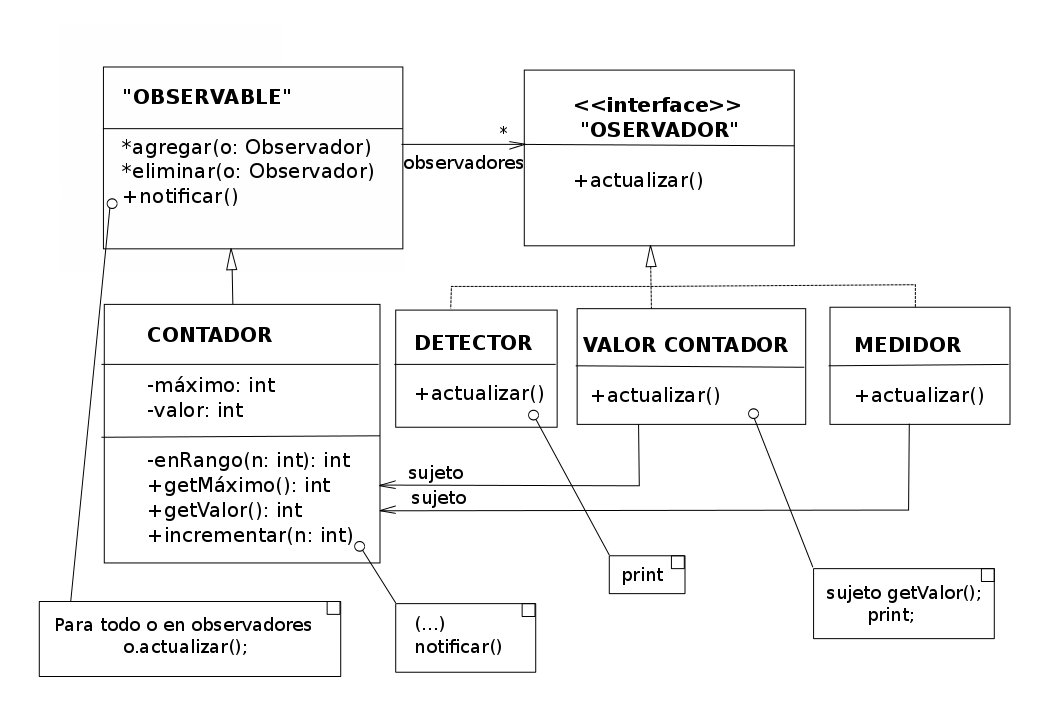
Diagrama de clases

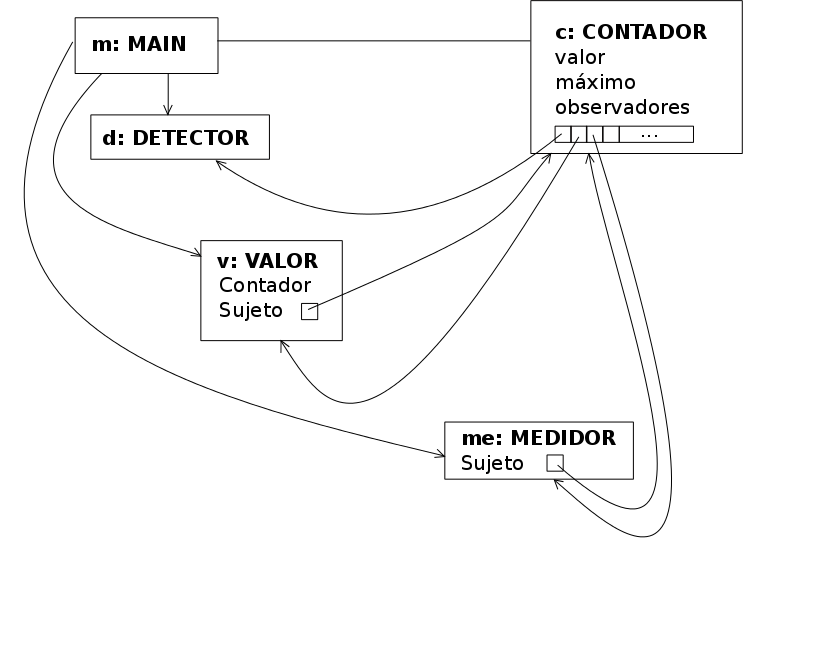
Diagrama de objetos

# El objeto Subject ahora tiene dos "escuchadores" registrados

subject
.
notify_listeners
 
(
"<event 1>"
)

# La salida obtenida es :

# <listener A> received event <event 1>

# <listener B> received event <event 1>

```